# Olga Tschechowa
Olga Konstantinova Tschechowa (Russisch: Ольга Константиновна Чехова), oorspronkelijk Olga Konstantinovna von Knipper (Russisch: Ольга Константиновна Книппер) (Alexandropol, 26 april 1897 - München, 9 maart 1980) was een Russisch/Duitse actrice.

## Jeugd en opleiding
Olga von Knipper werd in een uit Saarbrücken afkomstige Duitstalige familie, in Rusland geboren. Haar vader was ingenieur en promoveerde tot keizerlijke spoorwegminister. Haar jongere broer was de componist Lev Konstantinovitsj Knipper. Haar tante, de actrice Olga Knipper, was getrouwd met de Russische dramaturg Anton Tsjechov.
Ze studeerde tijdelijk beeldhouwen en medicijnen in Sint-Petersburg. Na een toneelopleiding bij Konstantin Stanislavski in Moskou speelde ze haar eerste rollen bij het Tsjechov-artiestentheater.

## Carrière
Olga Tschechowa, die reeds in 1917/1918 in Rusland haar eerste filmervaring had opgedaan, emigreerde in 1921 naar Duitsland, werkte vervolgens in Berlijn als schilderes van affiches en werd in hetzelfde jaar ontdekt door Friedrich Wilhelm Murnau voor de film Schloß Vogelöd. Twee jaar later kreeg ze haar eerste hoofdrol in Nora van Henrik Ibsen. Haar toneeldebuut was in 1925 bij het Berlijnse Renaissance-Theater. In 1927 speelde ze in de Franse komedieverfilming Der Florentiner Hut (regie René Clair). In Engeland trad ze op in Moulin Rouge (1928, Ewald André Dupont). In 1928/1929 was ze co-producente van vijf films. Bij de laatste film Der Narr seiner Liebe, met in de hoofdrol Michail Tsjechov, was ze regisseuse. Naast Lilian Harvey werkte ze met een bijrol mee aan een van de eerste Duitse geluidsfilms, het lustspel Die Drei von der Tankstelle. Haar filmpartners waren Ewald Balser en Willy Birgel.
In 1930 kreeg ze de Duitse nationaliteit. In 1931 werd een door de Hongaarse regering uitgevaardigd verbod tot optreden opgeheven. Tschechowa werd ten tijde van het nationaalsocialisme de Grand Dame van de Duitse film. Ze acteerde in ongeveer 140 Duitse films, meestal in melodrama's. Haar regisseurs tot 1933 waren onder andere Max Ophüls, Willy Forst, Carl Froelich, Harry Piel, Erich Waschneck en Wolfgang Liebeneiner. In haar autobiografie verzweeg ze niet haar goede betrekkingen met Adolf Hitler en andere nazi-grootheden. Ze was vaak Hitlers tafeldame bij etentjes.
Na de Tweede Wereldoorlog richtte ze een eigen theater op in Berlijn, echter zonder grote successen, en een eigen filmmaatschappij. Haar rollentype veranderde van de wereldse dame, die ze nog vertolkte in Burgtheater (1936) en Andreas Schlüter (1942), tot wilskrachtige vrouw en moeder.

## Verdere werkzaamheden
Tschechowa was sinds 1937 gediplomeerd schoonheidsspecialiste, runde ook een schoonheidssalon en opende in 1958 haar succesvolle schoonheidsfirma Olga-Tschechowa-Kosmetik, met vestigingen in München, Berlijn en Milaan.

## Privéleven en overlijden
In 1914 trouwde ze met de acteur Michail Tsjechov, neef van de schrijver Anton Tsjechov. Uit dit huwelijk, dat na drie jaar werd ontbonden, stamt haar dochter Ada Tschechowa. In 1963 trouwde ze met de Belgische industrieel Marcel Robyns, maar ook dit huwelijk werd na drie jaar ontbonden.
Haar dochter Ada en haar kleinkind Vera werden eveneens bekende actrices. In 1971 speelde ze samen met haar kleinkind in Duell zu dritt. Dochter Ada kwam in 1966 bij een vliegtuigongeluk in Bremen om het leven. De actrice Marina Ried was haar nicht. Olga Tschechova overleed op 9 maart 1980 op 82-jarige leeftijd. Ze werd bijgezet op het kerkhof van de gemeente Gräfelfing in München bij haar dochter.
Na haar autobiografie Ich verschweige nichts (1952) verschenen de herinneringen Meine Uhren gehen anders (1973). Vadim Glowna, de toenmalige echtgenoot van haar kleinkind Vera, draaide het portret Tschechow in meinem Leben (1984) over de familie.

## Onderscheidingen en eringen
- 1962: Goldenes Filmband voor haar langjarige en succesvolle werk in de Duitse film
- 1972: Großes Bundesverdienstkreuz van de Verdienstorden van de Bondsrepubliek Duitsland
- 1978: Er werd een rozensoort genoemd naar Olga Tschechowa.

## Filmografie
- 1921: Schloß Vogelöd
- 1921: Hochstapler
- 1923: Nora
- 1923: Der verlorene Schuh
- 1924: Soll und Haben
- 1925: Die Gesunkenen
- 1926: Die Mühle von Sanssouci
- 1926: Familie Schimek
- 1926: Der Mann im Feuer
- 1926: Brennende Grenze
- 1926: Das Meer
- 1927: Der Meister der Welt
- 1928: Der Florentiner Hut
- 1928: Moulin Rouge
- 1928: After the Verdict
- 1928: Marter der Liebe
- 1928: Weib in Flammen
- 1929: Diane
- 1929: Die Liebe der Brüder Rott
- 1929: Der Narr seiner Liebe
- 1929: After the Verdict
- 1930: Liebe im Ring
- 1930: Troika
- 1930: Der Detektiv des Kaisers
- 1930: Liebling der Götter
- 1930: Die Drei von der Tankstelle
- 1930: Mary
- 1931: Panik in Chicago
- 1931: Das Konzert
- 1932: Trenck
- 1932: Spione im Savoy Hotel
- 1933: Der Choral von Leuthen
- 1933: Liebelei
- 1933: Ein gewisser Herr Gran
- 1934: Zwischen zwei Herzen
- 1934: Die Welt ohne Maske
- 1934: Peer Gynt
- 1934: Maskerade
- 1935: Regine
- 1935: Lockspitzel Asew
- 1935: Künstlerliebe
- 1935: Die ewige Maske
- 1935: Ein Walzer um den Stephansturm
- 1936: Der Favorit der Kaiserin
- 1936: Seine Tochter ist der Peter
- 1936: Petersburger Romanze
- 1936: Burgtheater
- 1936: Hannerl und ihre Liebhaber
- 1937: Unter Ausschluß der Öffentlichkeit
- 1937: Liebe geht seltsame Wege
- 1937: Gewitterflug zu Claudia
- 1937: Die gelbe Flagge
- 1938: Es leuchten die Sterne
- 1938: Rote Orchideen
- 1939: Die unheimlichen Wünsche
- 1939: Ich verweigere die Aussage
- 1939: Parkstraße 13
- 1939: Bel Ami
- 1939: Befreite Hände
- 1940: Angelika
- 1940: Leidenschaft
- 1940: Der Fuchs von Glenarvon
- 1941: Menschen im Sturm
- 1942: Mit den Augen einer Frau
- 1942: Andreas Schlüter
- 1943: Reise in die Vergangenheit
- 1943: Gefährlicher Frühling
- 1943: Der ewige Klang
- 1944: Melusine
- 1948: Im Tempel der Venus
- 1949: Eine Nacht im Séparée
- 1950: Kein Engel ist so rein
- 1950: Der Mann, der zweimal leben wollte
- 1950: Maharadscha wider Willen
- 1950: Eine Frau mit Herz
- 1950: Zwei in einem Anzug
- 1950: Aufruhr im Paradies
- 1951: Das Geheimnis einer Ehe
- 1951: Mein Freund, der Dieb
- 1951: Begierde
- 1952: Hinter Klostermauern
- 1953: Alles für Papa
- 1954: Rosen-Resli
- 1954: Rittmeister Wronski
- 1955: Die Barrings
- 1958: U 47 – Kapitänleutnant Prien
- 1963: Jack und Jenny
- 1971: Duell zu dritt (tv-serie)
- 1973: Die Zwillinge vom Immenhof
- 1974: Frühling auf Immenhof